# Hautes-Pyrénées-et-Aran

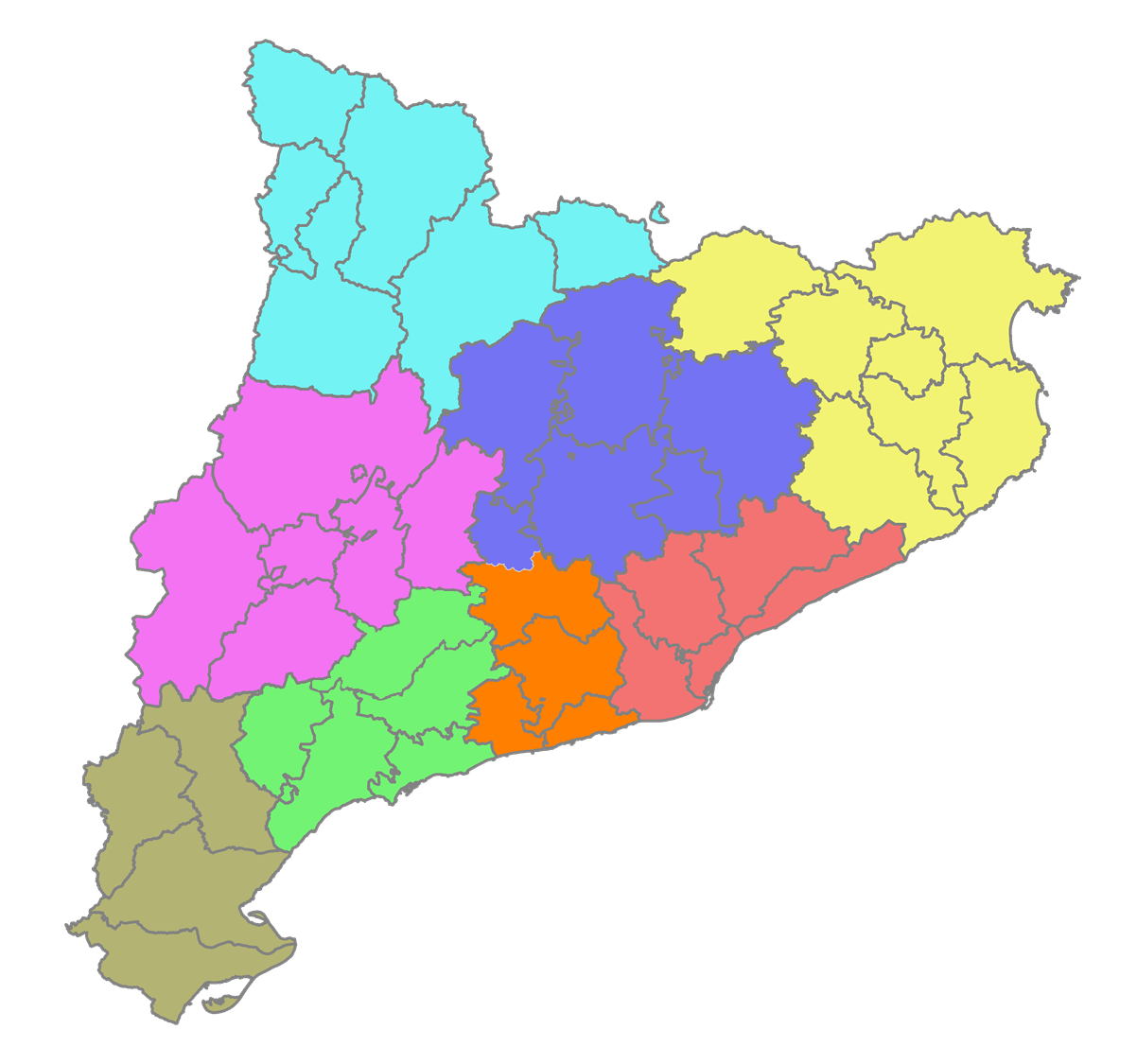
Hautes-Pyrénées-et-Aran
Àmbit metropolità de Barcelona
Camp de Tarragona
Comarques Centrals
Comarques Gironines
Penedès
Ponent
Terres de l'Ebre

Hautes-Pyrénées-et-Aran (en catalan : Alt Pirineu i Aran ; en occitan : Aut Pirenèu e Aran) est l'un des huit domaines fonctionnels territoriaux définis par le plan territorial général de Catalogne. C'est également une viguerie selon le projet de loi sur l'organisation de la Catalogne Veguerial (Llei de l'Organització Veguerial de Catalunya ; 2009), qui a été approuvée par le gouvernement autonome de Catalogne, mais non encore votée par le parlement.
L'inclusion du Val d'Aran dans cette viguerie est contestée par les Aranais qui soulignent que leur statut particulier leur interdit d'être inclus dans une subdivision de la Catalogne.

## Géographie
Situé dans le nord de la Catalogne, dans les Pyrénées de la frontière avec l'Aragon jusqu'à la Cerdagne
Elle est constiuée de six comarques, soit 5 819,62 km² pour une population de 72 929 habitants en 2007, qui contraste avec les 4 863 161 de la Région métropolitaine de Barcelone.

## Comarques
La viguerie des Hautes-Pyrénées et de l'Aran inclut les comarques suivantes :
- Alta Ribagorça, Alt Urgell, Basse-Cerdagne, Pallars Jussà, Pallars Sobirà et Val d'Aran.

Population en pourcentage.
Aires protégées.  - Aigüestortes i Estany de Sant Maurici
  - Alt Pirineu (nord)
  - Cadí-Moixeró (est)